# ديك سيليست
ديك سيليست هو دبلوماسي وسياسي أمريكي، ولد في 11 نوفمبر 1937 في كليفلاند في الولايات المتحدة. نشط حزبياً في الحزب الديمقراطي.

## مناصب
- انتخب سفير.
- انتخب نائب حاكم ولاية أوهايو [الإنجليزية]‏ (13 يناير 1975 – 8 يناير 1979).
- انتخب حاكم ولاية أوهايو  [لغات أخرى]‏ (10 يناير 1983 – 14 يناير 1991).
- انتخب عضو مجلس نواب أوهايو  [لغات أخرى]‏.